# Lagkadás
Lagkadás (Lagkadas) är en ort i Grekland.   Den ligger i prefekturen Nomós Thessaloníkis och regionen Mellersta Makedonien, i den norra delen av landet, 300 km norr om huvudstaden Aten. Lagkadás ligger 103 meter över havet och antalet invånare är 7 215.
Terrängen runt Lagkadás är varierad.Runt Lagkadás är det ganska tätbefolkat, med 83 invånare per kvadratkilometer. Närmaste större samhälle är Thessaloníki, 16,4 km sydväst om Lagkadás. Trakten runt Lagkadás består i huvudsak av gräsmarker.